# DNK-formamidopirimidinska glikozilaza
DNK-formamidopirimidinska glikozilaza (EC 3.2.2.23, Fapi-DNK glikozilaza, dezoksiribonukleatna glikozidaza, 2,6-diamino-4-hidroksi-5N-formamidopirimidin-DNK glikozilaza, 2,6-diamino-4-hidroksi-5(N-metil)formamidopirimidin-DNK glikozilaza, formamidopirimidin-DNK glikozilaza, DNK-formamidopirimidinska glikozidaza, Fpg protein) je enzim sa sistematskim imenom DNK glikohidrolaza (2,6-diamino-4-hidroksi-5-(-metil)formamidopirimidno otpuštanje). Ovaj enzim katalizuje sledeću hemijsku reakciju
hidroliza DNK koja sadrži 7-metilguanin ostataks sa otvorenim prstenom, oslobađa se 2,6-diamino-4-hidroksi-5-(-metil)formamidopirimidin
Ovaj enzim može da ima značajnu ulogu u procesima koji dovode do oporavka od mutageneze i/ili ćelijske smrti usled dejstva alkilacionih agenasa.

## Literatura
- Nicholas C. Price; Lewis Stevens (1999). Fundamentals of Enzymology: The Cell and Molecular Biology of Catalytic Proteins (Third изд.). USA: Oxford University Press. ISBN 019850229X.
- Eric J. Toone (2006). Advances in Enzymology and Related Areas of Molecular Biology, Protein Evolution (Volume 75 изд.). Wiley-Interscience. ISBN 0471205036.
- Branden C; Tooze J. Introduction to Protein Structure. New York, NY: Garland Publishing. ISBN 0-8153-2305-0.
- Irwin H. Segel. Enzyme Kinetics: Behavior and Analysis of Rapid Equilibrium and Steady-State Enzyme Systems (Book 44 изд.). Wiley Classics Library. ISBN 0471303097.

## Spoljašnje veze
- DNA-formamidopyrimidine+glycosylase на 